# Bulandshahr (distrikt)
Bulandshahr (eller Bulandshahar) är ett distrikt i den indiska delstaten Uttar Pradesh, och hade 2 913 122 invånare år 2001 på en yta av 3 717,7 km². Det gör en befolkningsdensitet på 783,58 inv/km². Den administrativa huvudorten är staden Bulandshahr. De dominerande religionerna i distriktet är Hinduism (78,47 %) och Islam (21,07 %).

## Administrativ indelning
Distriktet är indelat i sju kommunliknande enheter, tehsils:
- Anupshahr, Bulandshahar, Debai, Khurja, Shikarpur, Siana, Sikandrabad

## Städer
Distriktets städer är huvudorten Bulandshahr samt Anupshahr, Aurangabad, Bhawan Bahadur Nagar, Bugrasi, Chhatari, Debai, Gulaothi, Jahangirabad, Khanpur, Khurja, Naraura, Pahasu, Shikarpur, Siana och Sikandrabad.
Urbaniseringsgraden låg på 23,15 procent år 2001.